# Zentrale zur Bekämpfung unlauteren Wettbewerbs
Die Zentrale zur Bekämpfung unlauteren Wettbewerbs Frankfurt am Main e. V. ist ein nach § 8 Abs. 3 Nr. 2 UWG in die Liste der qualifizierten Wirtschaftsverbände eingetragener Abmahnverein mit Sitz in Bad Homburg vor der Höhe, der sich nach eigener Darstellung als „Selbstkontrollinstitution der Wirtschaft“ für die Förderung des fairen Wettbewerbs einsetzt. Der Verein wird landläufig als Wettbewerbszentrale bezeichnet. 
Mitglieder sind rund 800 Verbände und rund 1200 Unternehmen. Darunter sind die Industrie- und Handelskammern, Handwerkskammern und Spitzenverbände der deutschen Wirtschaft.
Die satzungsgemäßen Aufgaben liegen in der Durchsetzung des Rechts gegen den unlauteren Wettbewerb (Wettbewerbsrechts), d. h. der Rechtsverfolgung und der Beteiligung an der Rechtsforschung. Weiterhin trägt sie durch Aufklärung, Belehrung und Rechtsberatung zur Förderung des lauteren Geschäftsverkehrs und eines fairen wirtschaftlichen Wettbewerbs bei. Der Verein gibt zahlreiche Publikationen für seine Mitglieder und sowohl für die allgemeine als auch die Fachöffentlichkeit über aktuelle Entwicklungen im Wettbewerbsrecht heraus.
Die Wettbewerbszentrale beschäftigt mehr als 20 Juristen in den Büros in Bad Homburg vor der Höhe, Berlin und Hamburg.
Offizielles Organ des Vereins ist die juristische Fachzeitschrift Wettbewerb in Recht und Praxis (WRP).

## Gesetzliche Grundlagen
Rechtsgrundlage ist eine Befugnis zur Verbandsklage nach dem Gesetz gegen den unlauteren Wettbewerb (UWG): Bei wettbewerbsrechtlichen Verstößen (in erster Linie Verstöße gegen das Gesetz gegen den unlauteren Wettbewerb) steht der Wettbewerbszentrale als klagebefugter Institution der Wirtschaft ein gesetzlicher Unterlassungsanspruch (§ 8 Abs. 3 Nr. 2 UWG) gegen den Wettbewerbsverletzer zu, der vor den Zivilgerichten im Wege der privaten Klage (Unterlassungsklage) geltend gemacht werden kann. Die Wettbewerbszentrale hat wegen ihrer Mitgliederstruktur die umfassende Verbandsklagebefugnis für das gesamte Bundesgebiet.
Im Regelfall spricht die Organisation bei einem Wettbewerbsverstoß zunächst eine Abmahnung aus, um eine außergerichtliche Beilegung der Wettbewerbsstreitigkeit zu erreichen.
Mit dem Verbraucherschutzdurchsetzungsgesetz (VSchDG) ist die Tätigkeit der Wettbewerbszentrale als Beauftragte nach § 7 VSchDG hinzugekommen, wonach sie bei innereuropäischen Wettbewerbsverstößen von der zuständigen Behörde, dem Bundesamt für Verbraucherschutz und Lebensmittelsicherheit (BVL), mit der Rechtsverfolgung beauftragt werden kann.

## Geschichte
Der Verein wurde 1912 bis 1913 von überwiegend Berliner Klavierfabrikanten gegründet. Das ursprüngliche – nicht ganz uneigennützige – Ziel war es, den gewerblichen Verkauf von Klavieren über vorgeblich private Kleinanzeigen zu unterbinden.
Während des Zweiten Weltkriegs war der Verein nicht aktiv. 1949 wurde er in Frankfurt am Main neu gegründet. Sitz ist derzeit das angrenzende Bad Homburg vor der Höhe.

## Kritik
Die Höhe der Mitgliedsbeiträge ist verhandelbar und orientiert sich am Umsatz des Mitglieds.
Es wird daher kritisiert, der Wettbewerbszentrale mangele es an Transparenz und Neutralität. Es ist denkbar, dass ein potentes Mitgliedsunternehmen den Verein beeinflusst und Verfahren gegen seine Mitbewerber veranlasst, während das Geschäftsgebaren der Mitgliedsunternehmen selbst eher weniger kritisch betrachtet wird. So wurde Ryanair in der Vergangenheit mehrfach vom Verein abgemahnt, forderte jeweils vergeblich die Offenlegung des Mitgliederverzeichnisses und stellte schließlich selbst einen Aufnahmeantrag. 
Das Mitgliederverzeichnis ist auf der Internetseite des Vereins online abrufbar.
Unternehmen aus der Branche der erneuerbaren Energien beklagen, dass Verfahren vom Verein in Zusammenarbeit mit dem Bundesverband der Energie- und Wasserwirtschaft häufig aus kleinlichen Gründen eingeleitet werden. Dem Bundesverband gehören überwiegend konventionelle Energieerzeuger an. Des Weiteren wird von einigen Unternehmen das Abmahngebaren des Vereins kritisiert, das gemäß der Aussage der Kritiker nicht dazu führt, den Wettbewerb zu fördern, sondern als „Arbeitsbeschaffung der Anwälte“ gesehen wird.